# Trioza melanoparia
Trioza melanoparia är en insektsart som beskrevs av Loginova 1964. Trioza melanoparia ingår i släktet Trioza och familjen spetsbladloppor. Inga underarter finns listade i Catalogue of Life.